# チェルミニャーノ
チェルミニャーノ（イタリア語: Cermignano）は、イタリア共和国アブルッツォ州テーラモ県にある、人口約1,600人の基礎自治体（コムーネ）。

## 地理

### 位置・広がり

#### 隣接コムーネ
隣接するコムーネは以下の通り。
- ビゼンティ
- カンツァーノ
- カステル・カスターニャ
- カステッラルト
- チェッリーノ・アッタナージオ
- ペンナ・サンタンドレーア
- テーラモ

## 行政

### 分離集落
チェルミニャーノには、以下の分離集落（フラツィオーネ）がある。
- Carbone di Cermignano, Casamarano, Casavino, Montegualtieri, Petriola, Piomba, Poggio delle Rose, Santa Maria, Saputelli, Topetti, villa Compagni, villa Santa Maria di Cermignano